# Gingerland
Gingerland ist eine Siedlung auf der Insel Nevis im Inselstaat St. Kitts und Nevis in der Karibik im Parish Saint George Gingerland im Südosten der Insel an der Straße zwischen Market Shop und Fenton Hill, beziehungsweise Zion.
| Zetlands         | Hull Ground, Rawlins                        | Fenton Hill     |
| Old Manor Estate | Kompassrose, die auf Nachbargemeinden zeigt | Simmonds Estate |
| Market Shop      | Crook’s Ground                              | Rices           |